# Naranjito Ramada de Vilca
Naranjito Ramada de Vilca es una localidad peruana ubicada en el distrito de Pacaipampa, perteneciente a la provincia de Ayabaca del departamento de Piura, al norte del Perú.

## Ubicación
Naranjito Ramada de Vilca se ubica al sureste de la provincia de Ayabaca, en el distrito de Pacaipampa, en el departamento de Piura.

## Demografía
En 2017 Naranjito Ramada de Vilca tenía una población de 28 habitantes.